# Hans Schumi
Hans Schumi (* 4. Februar 1933; † 20. Juli 2017 in Vorderberg) war ein österreichischer Politiker (ÖVP).
Er war von 1961 bis 1972 Bürgermeister der ehemaligen Gemeinde Vorderberg sowie von 1973 bis 1983 Bürgermeister der Gemeinde St. Stefan im Gailtal. Von 1965 bis 1983 war er zudem Abgeordneter zum Kärntner Landtag, wobei er ab 1975 das Amt des 2. Landtagspräsidenten innehatte. Zwischen 1973 und 1983 war er auch Vizepräsident des Kärntner Gemeindebundes und Mitglied des Bundesvorstandes des Österreichischen Gemeindebundes.
Von 1983 bis 1988 war Schumi unter Landeshauptmann Leopold Wagner Mitglied der Kärntner Landesregierung als Landesrat für Land- und Forstwirtschaft, landwirtschaftliches Schulwesen, Jagd-Fischerei u. a. (Landesregierung Wagner III und IV). Zudem war er Obmannstellvertreter der Kärntner ÖVP und Mitglied der Bundesparteileitung. 1988 schied er auf eigenen Wunsch aus der Landesregierung aus. Zehn Jahre lang war Hans Schumi Kammerrat und Obmann des Kontrollausschusses der Kärntner Landwirtschaftskammer.
Seit 1987 ist Schumi Ökonomierat und Träger des Kärntner Landesordens in Gold, sowie des Goldenen Ehrenzeichens für Verdienste um die Republik Österreich.